# Stenogyne
Stenogyne es un género con 190 especies de plantas con flores perteneciente a la familia Lamiaceae. Es originario de las islas Hawái.

## Especies seleccionadas
| - Stenogyne acuta - Stenogyne adpressa - Stenogyne adscendens - Stenogyne affinis - Stenogyne alakaiensis | - Stenogyne alba - Stenogyne albimontis - Stenogyne alternans - Stenogyne ambiobtuta - Stenogyne angularis |